# Heliosciurus undulatus
Heliosciurus undulatus е вид бозайник от семейство Катерицови (Sciuridae).

## Разпространение
Видът е разпространен в Кения и Танзания.